# Greenwichi Királyi Obszervatórium
A Greenwichi Királyi Obszervatóriumot (angolul Royal Greenwich Observatory, RGO) II. Károly angol király alapította 1675-ben a Londonhoz közeli Greenwich kisváros királyi parkjában, a tengeri navigációhoz szükséges csillagászati megfigyelések elvégzése céljából. Vezetőjének címe Királyi csillagász (Royal Astronomer).
A II. világháború után az intézet Herstmonceux-ba költözött, de a modern tudományos igények növekedése folytán a csillagászati megfigyeléseket ma már a Kanári-szigeteken létesített észlelőállomáson végzik. Az eredeti helyen 1954-től csillagászati és navigációs múzeum működik.

## Története

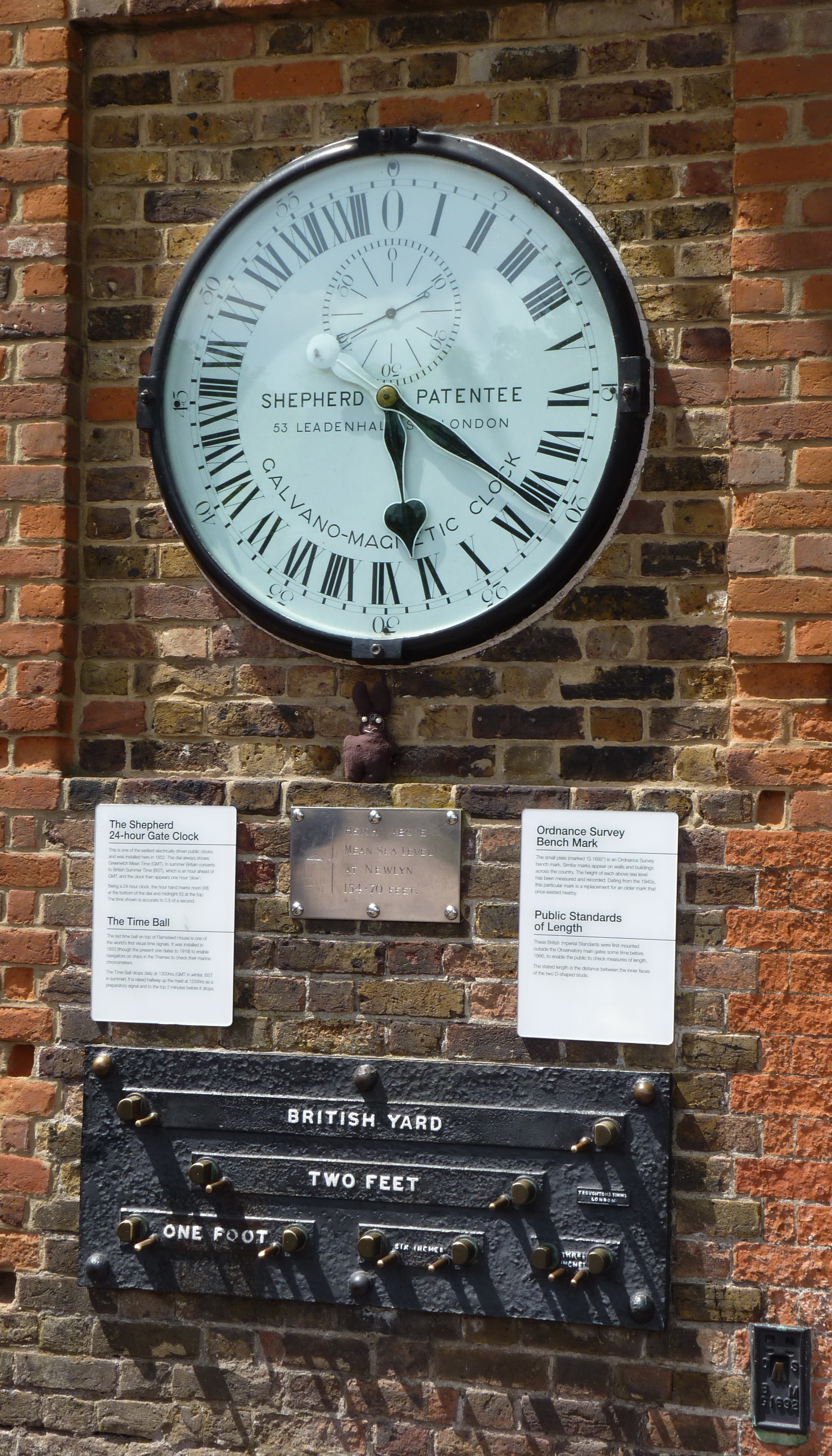
A Shepherd Gate Clock

A Greenwichi Obszervatóriumot II. Károly angol király 1675. június 22-i dekrétumával alapította meg. Elsődleges feladata volt a csillagok pozícióinak meghatározása, aminek segítségével a tengeren haladó hajók hozzávetőleges pontossággal meg tudták határozni a földrajzi helyzetüket. Az épületet Christopher Wren (1632–1723) építész tervezte, és a Londonhoz közeli Greenwichben (ma már London része), a királyi park egyik dombján, egy régi erődítmény megmaradt falainak felhasználásával épült meg. Itt lakott az első királyi csillagász, John Flamsteed, aki évi 100 font fizetést kapott, de a műszerekről és a kisegítők fizetéséről neki magának kellett gondoskodnia.
1766-ban megjelent az első Tengerészeti almanach (Nautical Almanac) Nevil Maskelyne irányításával, ezzel teljesült Károly király óhaja.
A 18. és 19. század folyamán az obszervatórium többnyire pozíciós csillagászattal foglalkozott. Az égi objektumok fizikai tulajdonságainak vizsgálata a 19. század vége felé kezdődött William Christie igazgatósága alatt. Christie felállíttatott egy 0,71 m-es refraktort a híres hagymakupolában. Továbbá létesített egy 0,66 m-es, fényképezéshez használt refraktort és egy 0,76 m-es reflektort. Ezekhez később csatlakozott a 0,91 m-es Yapp Reflector 1934-ben. Ebben az időben azonban a Londonból végezhető csillagászati megfigyelések lehetősége romlani kezdett a légkör szennyezettsége miatt. Tervek készültek a fővárostól távolabb való elhelyezésre, ami 1948-ban valósult meg. Ebben szerepe volt annak is, hogy a csillagvizsgáló a II. világháború Londont ért légitámadásaiban súlyosan megsérült. Ekkor Harold Spencer Jones a Herstmonceux Castle-ba költözött (Eastbourne, Sussex), ami egy tízéves költözés kezdetét jelentette az obszervatórium számára.
Az intézet neve Royal Greenwich Observatory lett (RGO), és az intézet nagyjából folytatta a korábbi greenwichi tevékenységet, beleértve a pontosidő-szolgáltatást.
323 évi működés után 1998. október 31-én zárt be véglegesen a Greenwichi Obszervatórium. A megfigyelő munka a Kanári-szigeteki állomáson, az adminisztráció pedig már 1990-től Cambridge-ben folytatódik.
Az obszervatórium restaurált régi épületei Royal Observatory, Greenwich néven ismertek és múzeum működik bennük, ami a Nemzeti Tengerészeti Múzeum (National Maritime Museum) része lett. Fő turistaattrakciója a csillagvizsgáló udvarán elhelyezkedő, a nulla-délkört jelző eredeti acélszalag, ami a keleti és a nyugati félgömböt kettéválasztja. A múzeum parkjában láthatók William Herschel óriástávcsövének megmaradt részei is.

## Az obszervatórium tevékenysége
A 17. században a tengeri tájékozódásban egyre sürgetőbb igény merült fel a hajók pillanatnyi földrajzi hosszúságának minél pontosabb meghatározására (a földrajzi szélesség meghatározásának elvi alapjai régóta ismertek voltak). Egy francia utazó jelentkezett II. Károly angol királynál azzal, hogy a Nap, Hold és csillagok pozíciójának segítségével a földrajzi hosszúság kiszámítható. A király John Flamsteed csillagásszal – később a Királyi csillagvizsgáló első vezetője – tanácskozva döntött csillagvizsgáló létesítéséről, így az első időszakban a fényes csillagok égi pozíciójának mérése volt a legfontosabb feladat. Ehhez kapcsolódott a Hold jövőbeni helyzetének kiszámítása és táblázatokba foglalása, amelyeket 1767-től Nautical Almanach néven évente megjelentettek: ennek segítségével már csak a mérési pontosságon múlott, hogy milyen pontos volt a földrajzi helymeghatározás.

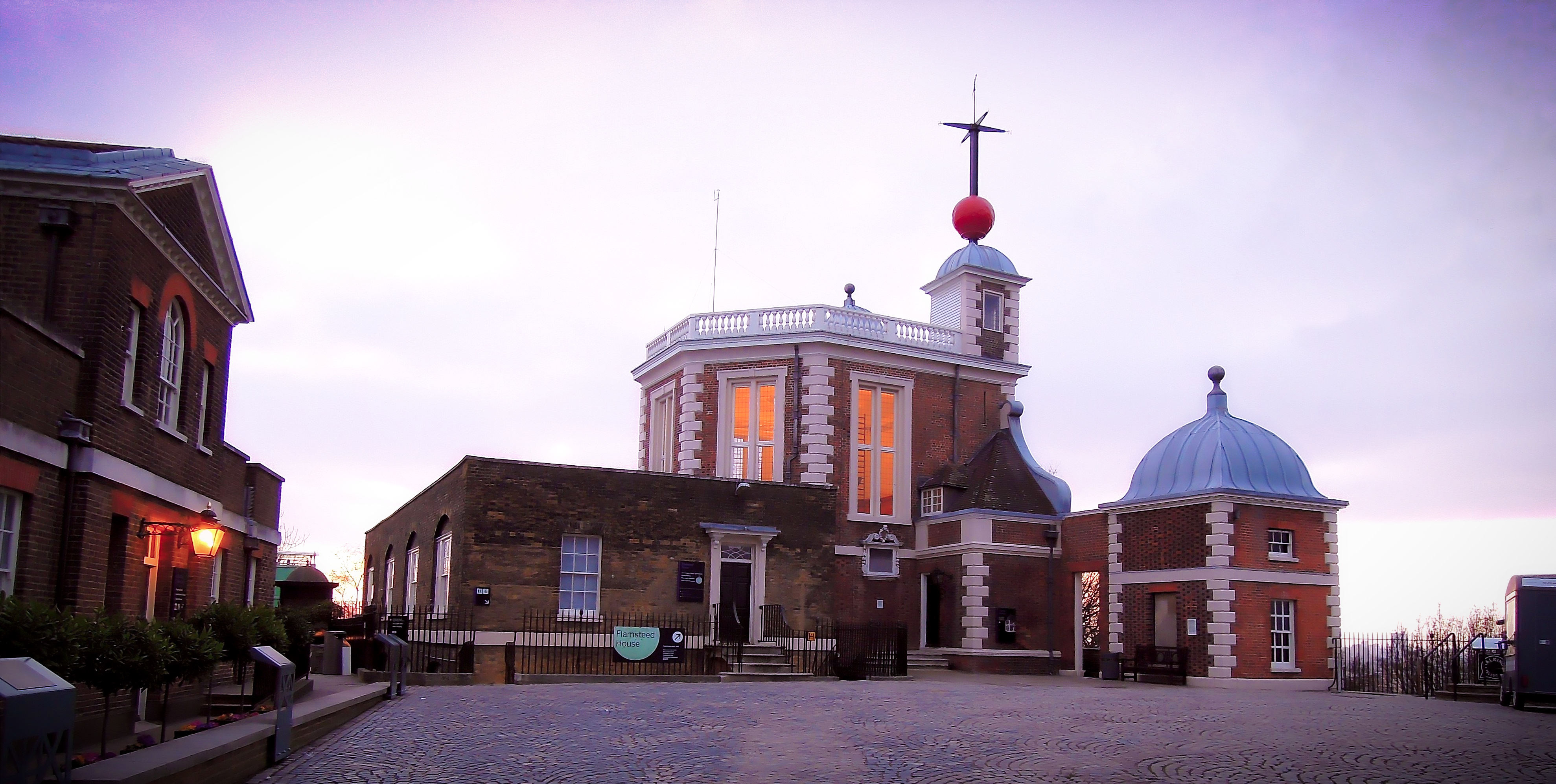
A Mariners Time Ball és a Flamsteed House

Az idő meghatározása csillagászati feladat: a Greenwichi csillagvizsgáló a nyilvánosság számára 1833-ban indította meg a déli tizenkét óra jelzését egy kosárgömb leejtésével (a kezdő kép jobb szélén látható torony tetején lévő vörös színű gömb). 1855-től a távíró hálózatot felhasználva országos pontosidő-szolgálat kezdte meg működését. Az obszervatóriumban földmágneses és meteorológiai megfigyeléseket is végeztek.
1873-tól az új találmány, a fotográfia csillagászati alkalmazása terén elsőként itt kezdődött meg a Nap fotografikus megfigyelése, 1890-től pedig egy 33 cm-es asztrográffal megkezdték az általános csillagfényképezést is. Az obszervatórium élen járt az asztrofizikai kutatások terén is, így a spektroszkopikus csillagpárok és a Nap, ezen belül a napfoltok és a mágneses jelenségek vizsgálatában.
A Greenwichi obszervatórium nemzetközi elismertségét mutatja, hogy 1884-ben a Washingtonban rendezett Nemzetközi Meridián Konferencia 22 szavazattal 1 ellenében elfogadta a földrajzi koordináta-rendszer kezdő délkörének – 0 hosszúsági fok – a greenwichi délkör-távcső objektívjén áthaladó meridiánt, kizárólagos nemzetközi használatra. Ugyanakkor az ún. világidő (UTC) számszerűen megegyezik a greenwichi középidővel (GMT).

### Jellemző műszerei
Az obszervatórium alapításának idején már használatban voltak az optikai műszerek, de még előszeretettel használták a hagyományos, nagy méretű eszközöket is. A műszereket Flamsteed tervezte és készítette Thomas Tompion neves órásmester segítségével. Ő készítette azt a közel 3 méter sugarú ekvatoriális szextánst, amivel a csillagvizsgáló első évtizedében húszezer mérést végeztek. Jesse Ramsden (1735–1800) a csillagvizsgáló számára készítette az első ekvatoriális szerelésű lencsés távcsövet.
A meridián átmenetek mérésére 1851-ben George B. Airy igazgatósága alatt szerelték fel azt a műszert, amelyen a nulla-délkör átmegy; a ma is használható távcsővel 103 éves működése alatt 750 ezernél több meridián átmenetet észleltek.
A 72 cm objektív átmérőjű, Grubb gyártmányú refraktort 1894-ben, az asztrofizikai célokra szánt 66 cm-es lencsés és 76 cm-es tükrös távcsöveket az e célra épített déli épületszárnyban 1898-ban helyezték üzembe. A Grubb-távcső 1981-ben Herstmonceux-ból visszakerült Greenwichbe, és felújítva az ismeretterjesztés szolgálatában áll.
Az új helyen, Herstmonceux-ban állították fel Európa akkori legnagyobb tükrös teleszkópját, a 2,5 méter tükörátmérőjű Isaac Newton reflektort 1967-ben. A 20. század második felében azonban a nagy műszereket már egyre inkább lakott helytől távoli, magas hegyekre telepítették, így a teleszkóp 1979-ben átkerült a Kanári-szigetek La Palma szigetén lévő Roque de los Muchachos hegy tetejére, ahol később társa lett a 4,2 m tükörátmérőjű William Herschel teleszkóp.